# Favrio
Favrio (IPA: [ˈfavrjo], Favri in dialetto trentino), è una frazione del comune di Fiavé situata nella Provincia di Trento in Trentino-Alto Adige.

## Geografia fisica
La frazione di Favrio dista 1,58 km dal centro comunale di Fiavé ed è situata sulle pendici Nord del monte Misone, in Val Lomasona, a 650 m. di altitudine. La sua posizione geografica fa sì che, in alcuni mesi invernali, il sole non illumini il paese per l'intera giornata. Il 3 febbraio, giorno in cui il sole torna ad illuminare Favrio, si tiene la sagra del paese dedicata a San Biagio, patrono della comunità.

## Monumenti e luoghi d'interesse
- Chiesa di San Biagio Vescovo e Martire.

Sono presenti inoltre molte case rurali tipiche delle Giudicarie Esteriori.

## Società

### Istituzioni, enti e associazioni
- ASUC (Amministrazione Separata Usi Civici)